# Face It
Face It je dvacáté první studiové album nizozemské hardrockové skupiny Golden Earring, vydané v roce 1994 společností Columbia Records. Spolu se skupinou album produkoval John Sonneveld. Původně vyšlo pouze na CD a audiokazetě, jde o první album skupiny, které původně nevyšlo na gramofonové desce; vydání na vinylu se dočkalo až v roce 2018. Texty ke třem písním napsal E. H. Roelfzema. V nizozemské hitparádě se album umístilo na šesté příčce.

## Seznam skladeb
Všechny skladby napsali Barry Hay a George Kooymans, pokud není uvedeno jinak.
| Pořadí         | Název                        | Autor                          | Délka |
| -------------- | ---------------------------- | ------------------------------ | ----- |
| 1.             | Angel                        |                                | 3:41  |
| 2.             | Hold Me Now                  |                                | 3:42  |
| 3.             | Liquid Soul                  |                                | 4:06  |
| 4.             | Minute by Minute             | Rinus Gerritsen                | 5:06  |
| 5.             | Johnny Make Believe          |                                | 4:44  |
| 6.             | Space Ship                   | Hay, Kooymans, E. H. Roelfzema | 1:59  |
| 7.             | The Unforgettable Dream      |                                | 3:51  |
| 8.             | I Can't Do Without Your Kiss |                                | 4:23  |
| 9.             | Freedom Don't Last Forever   |                                | 3:34  |
| 10.            | Maximum Make-Up              | Hay, Kooymans, Roelfzema       | 4:40  |
| 11.            | Legalize Telepathy           | Hay, Kooymans, Roelfzema       | 4:08  |
| Celková délka: | Celková délka:               | Celková délka:                 | 43:54 |

## Sestava
- Rinus Gerritsen – baskytara, kytara, harmonika, klávesy, zpěv
- Barry Hay – kytara, zpěv
- George Kooymans – kytara, zpěv
- Cesar Zuiderwijk – bicí, perkuse
- Ton Masseurs – pedálová steel kytara (skladba č. 8)